# Patrick Steuerwald
Patrick Steuerwald (ur. 3 marca 1986 w Wolfach) – niemiecki siatkarz, reprezentant kraju. W 2009 i 2011 znalazł się w kadrze narodowej na mistrzostwa Europy. W reprezentacji Niemiec rozegrał 120 meczów. Jego młodszy brat Markus również był siatkarzem i występował na pozycji libero.

## Sukcesy klubowe
Puchar Niemiec:
- 2004, 2009, 2010, 2013

Bundesliga:
- 2004, 2009, 2010
- 2006, 2008, 2013

Puchar Challenge:
- 2012

## Sukcesy reprezentacyjne
Mistrzostwa Europy Juniorów:
- 2004

Liga Europejska:
- 2009